# Markus Felfernig
Markus Felfernig (Salisburgo, 18 giugno 1983) è un ex calciatore austriaco, di ruolo centrocampista.

## Carriera

### Club
Nel 2008 si trasferisce al Kapfenberger Sportvereinigung.